# Liste der Nummer-eins-Hits in den USA (1958)
Dies ist eine Liste der Nummer-eins-Hits in den von Billboard ermittelten Best-Sellers-in-Stores-Charts (Verkaufscharts) in den USA im Jahr 1958. Die Angaben beziehen sich auf die Kombination aus Verkaufszahlen sowie Radio- und Musikboxnotierungen. Seit dem 4. August 1958 ist die Billboard Hot 100 offiziell in Gebrauch. In diesem Jahr gab es neunzehn Nummer-eins-Singles und dreizehn Nummer-eins-Alben.

## Singles
| ← 1957 ← | Liste der Nummer-eins-Hits in den USA | Liste der Nummer-eins-Hits in den USA                          | Liste der Nummer-eins-Hits in den USA                        | 1959 →                    |
| \| Zeitraum \| Wo. ges. \| Interpret \| Titel Autor(en) \| Zusätzliche Informationen \| \| (Zeitraum, Wochen auf Platz eins, Interpret, Titel, Autor[en], zusätzliche Informationen) \| \| \| \| \| \| ----------------------------------------------------------------------------------------- \| -------- \| -------------------------------------------------------------- \| ---------------------------------------------------------------- \| ------------------------- \| \| 30. Dezember 1957 – 5. Januar 1958 1 Woche (insgesamt 1) \| 1 \| Pat Boone with Billy Vaughn & His Orchestra \| April Love[1] Sammy Fain, Paul Francis Webster \| - \| \| 6. Januar 1958 – 23. Februar 1958 7 Wochen (insgesamt 7) \| 7 \| Danny & the Juniors with Artie Singer & His Orchestra & Chorus \| At the Hop[2] Artie Singer, David White, John Medora \| - \| \| 24. Februar 1958 – 9. März 1958 2 Wochen (insgesamt 2) \| 2 \| The Silhouettes \| Get a Job[3] The Silhouettes \| - \| \| 10. März 1958 – 16. März 1958 1 Woche (insgesamt 1) \| 1 \| Elvis Presley with The Jordanaires \| Don’t[4] Leiber/Stoller \| - \| \| 17. März 1958 – 20. April 1958 5 Wochen (insgesamt 5) \| 5 \| The Champs \| Tequila[5] Chuck Rio \| - \| \| 21. April 1958 – 27. April 1958 1 Woche (insgesamt 1) \| 1 \| The Platters \| Twilight Time[6] Buck Ram, Morty Nevins, Al Nevins, Artie Dunn \| - \| \| 28. April 1958 – 18. Mai 1958 3 Wochen (insgesamt 3) \| 3 \| David Seville \| Witch Doctor[7] Ross Bagdasarian \| - \| \| 19. Mai 1958 – 8. Juni 1958 3 Wochen (insgesamt 3) \| 3 \| The Everly Brothers \| All I Have to Do Is Dream[8] Boudleaux Bryant \| - \| \| 9. Juni 1958 – 20. Juli 1958 6 Wochen (insgesamt 6) \| 6 \| Sheb Wooley with Neely Plumb & His Orchestra & Chorus \| The Purple People Eater[9] Sheb Wooley \| - \| \| 21. Juli 1958 – 27. Juli 1958 1 Woche (insgesamt 1) \| 1 \| The Coasters \| Yakety Yak[10] Leiber/Stoller \| - \| \| 28. Juli 1958 – 3. August 1958 1 Woche (insgesamt 1) \| 1 \| Pérez Prado & His Orchestra \| Patricia[11] Pérez Prado \| - \| \| 4. August 1958 – 17. August 1958 2 Wochen (insgesamt 2) \| 2 \| Ricky Nelson \| Poor Little Fool[12] Sharon Sheeley \| - \| \| 18. August 1958 – 24. August 1958 1 Woche (insgesamt 5) \| 5 \| Domenico Modugno \| Nel blu dipinto di blu[13] Domenico Modugno, Franco Migliacci \| - \| \| 25. August 1958 – 31. August 1958 1 Woche (insgesamt 1) \| 1 \| The Elegants \| Little Star[14] Arthur Venosa, Vito Picone \| - \| \| 1. September 1958 – 28. September 1958 4 Wochen (insgesamt 5) \| 5 \| Domenico Modugno \| Nel blu dipinto di blu Domenico Modugno, Franco Migliacci \| - \| \| 29. September 1958 – 9. November 1958 6 Wochen (insgesamt 6) \| 6 \| Tommy Edwards with LeRoy Holmes & His Orchestra \| It’s All in the Game[15] Charles Gates Dawes, Carl Sigman \| - \| \| 10. November 1958 – 16. November 1958 1 Woche (insgesamt 2) \| 2 \| Conway Twitty \| It’s Only Make Believe[16] Conway Twitty, Jack Nance \| - \| \| 17. November 1958 – 23. November 1958 1 Woche (insgesamt 1) \| 1 \| The Kingston Trio \| Tom Dooley[17] Traditional, Dave Guard \| - \| \| 24. November 1958 – 30. November 1958 1 Woche (insgesamt 2) \| 2 \| Conway Twitty \| It’s Only Make Believe Conway Twitty, Jack Nance \| - \| \| 1. Dezember 1958 – 21. Dezember 1958 3 Wochen (insgesamt 3) \| 3 \| The Teddy Bears \| To Know Him, Is to Love Him[18] Phil Spector \| - \| \| 22. Dezember 1958 – 18. Januar 1959 4 Wochen (insgesamt 4) \| 4 \| David Seville & The Chipmunks \| The Chipmunk Song (Christmas Don’t Be Late)[19] Ross Bagdasarian \| - \| |                                       |                                                                |                                                              |                           |
| ← 1957 |                                       |                                                                |                                                              | → 1959 →                  |
| Zeitraum | Wo. ges.                              | Interpret                                                      | Titel Autor(en)                                              | Zusätzliche Informationen |
| (Zeitraum, Wochen auf Platz eins, Interpret, Titel, Autor[en], zusätzliche Informationen) |                                       |                                                                |                                                              |                           |
| 30. Dezember 1957 – 5. Januar 1958 1 Woche (insgesamt 1) | 1                                     | Pat Boone with Billy Vaughn & His Orchestra                    | April Love Sammy Fain, Paul Francis Webster                  | -                         |
| 6. Januar 1958 – 23. Februar 1958 7 Wochen (insgesamt 7) | 7                                     | Danny & the Juniors with Artie Singer & His Orchestra & Chorus | At the Hop Artie Singer, David White, John Medora            | -                         |
| 24. Februar 1958 – 9. März 1958 2 Wochen (insgesamt 2) | 2                                     | The Silhouettes                                                | Get a Job The Silhouettes                                    | -                         |
| 10. März 1958 – 16. März 1958 1 Woche (insgesamt 1) | 1                                     | Elvis Presley with The Jordanaires                             | Don’t Leiber/Stoller                                         | -                         |
| 17. März 1958 – 20. April 1958 5 Wochen (insgesamt 5) | 5                                     | The Champs                                                     | Tequila Chuck Rio                                            | -                         |
| 21. April 1958 – 27. April 1958 1 Woche (insgesamt 1) | 1                                     | The Platters                                                   | Twilight Time Buck Ram, Morty Nevins, Al Nevins, Artie Dunn  | -                         |
| 28. April 1958 – 18. Mai 1958 3 Wochen (insgesamt 3) | 3                                     | David Seville                                                  | Witch Doctor Ross Bagdasarian                                | -                         |
| 19. Mai 1958 – 8. Juni 1958 3 Wochen (insgesamt 3) | 3                                     | The Everly Brothers                                            | All I Have to Do Is Dream Boudleaux Bryant                   | -                         |
| 9. Juni 1958 – 20. Juli 1958 6 Wochen (insgesamt 6) | 6                                     | Sheb Wooley with Neely Plumb & His Orchestra & Chorus          | The Purple People Eater Sheb Wooley                          | -                         |
| 21. Juli 1958 – 27. Juli 1958 1 Woche (insgesamt 1) | 1                                     | The Coasters                                                   | Yakety Yak Leiber/Stoller                                    | -                         |
| 28. Juli 1958 – 3. August 1958 1 Woche (insgesamt 1) | 1                                     | Pérez Prado & His Orchestra                                    | Patricia Pérez Prado                                         | -                         |
| 4. August 1958 – 17. August 1958 2 Wochen (insgesamt 2) | 2                                     | Ricky Nelson                                                   | Poor Little Fool Sharon Sheeley                              | -                         |
| 18. August 1958 – 24. August 1958 1 Woche (insgesamt 5) | 5                                     | Domenico Modugno                                               | Nel blu dipinto di blu Domenico Modugno, Franco Migliacci    | -                         |
| 25. August 1958 – 31. August 1958 1 Woche (insgesamt 1) | 1                                     | The Elegants                                                   | Little Star Arthur Venosa, Vito Picone                       | -                         |
| 1. September 1958 – 28. September 1958 4 Wochen (insgesamt 5) | 5                                     | Domenico Modugno                                               | Nel blu dipinto di blu Domenico Modugno, Franco Migliacci    | -                         |
| 29. September 1958 – 9. November 1958 6 Wochen (insgesamt 6) | 6                                     | Tommy Edwards with LeRoy Holmes & His Orchestra                | It’s All in the Game Charles Gates Dawes, Carl Sigman        | -                         |
| 10. November 1958 – 16. November 1958 1 Woche (insgesamt 2) | 2                                     | Conway Twitty                                                  | It’s Only Make Believe Conway Twitty, Jack Nance             | -                         |
| 17. November 1958 – 23. November 1958 1 Woche (insgesamt 1) | 1                                     | The Kingston Trio                                              | Tom Dooley Traditional, Dave Guard                           | -                         |
| 24. November 1958 – 30. November 1958 1 Woche (insgesamt 2) | 2                                     | Conway Twitty                                                  | It’s Only Make Believe Conway Twitty, Jack Nance             | -                         |
| 1. Dezember 1958 – 21. Dezember 1958 3 Wochen (insgesamt 3) | 3                                     | The Teddy Bears                                                | To Know Him, Is to Love Him Phil Spector                     | -                         |
| 22. Dezember 1958 – 18. Januar 1959 4 Wochen (insgesamt 4) | 4                                     | David Seville & The Chipmunks                                  | The Chipmunk Song (Christmas Don’t Be Late) Ross Bagdasarian | -                         |

## Alben
| ← 1957 ← | Liste der Nummer-eins-Alben in den USA | Liste der Nummer-eins-Alben in den USA | Liste der Nummer-eins-Alben in den USA  | 1959 →                    |
| \| Zeitraum \| Wo. ges. \| Interpret \| Titel \| Zusätzliche Informationen \| \| (Zeitraum, Wochen auf Platz eins, Interpret, Titel, zusätzliche Informationen) \| \| \| \| \| \| ------------------------------------------------------------------------------ \| -------- \| ---------------------------------- \| ------------------------------------------- \| ------------------------- \| \| 28. Dezember 1957 – 3. Januar 1958 1 Woche (insgesamt 4) \| 4 \| Elvis Presley \| Elvis’ Christmas Album[20] \| - \| \| 4. Januar 1958 – 10. Januar 1958 1 Woche (insgesamt 1) \| 1 \| Bing Crosby \| Merry Christmas[21] \| - \| \| 11. Januar 1958 – 24. Januar 1958 2 Wochen (insgesamt 4) \| 4 \| Elvis Presley \| Elvis' Christmas Album \| - \| \| 25. Januar 1958 – 7. Februar 1958 2 Wochen (insgesamt 2) \| 2 \| Ricky Nelson \| Ricky[22] \| - \| \| 8. Februar 1958 – 14. Februar 1958 1 Woche (insgesamt 12) \| 12 \| Rex Harrison & Julie Andrews \| My Fair Lady[23] \| - \| \| 15. Februar 1958 – 21. März 1958 5 Wochen (insgesamt 5) \| 5 \| Frank Sinatra \| Come Fly with Me[24] \| - \| \| 22. März 1958 – 11. April 1958 3 Wochen (insgesamt 12) \| 12 \| Original Broadway Cast \| The Music Man[25] \| - \| \| 12. April 1958 – 25. April 1958 2 Wochen (insgesamt 12) \| 12 \| Rex Harrison & Julie Andrews \| My Fair Lady \| - \| \| 26. April 1958 – 23. Mai 1958 4 Wochen (insgesamt 12) \| 12 \| Original Broadway Cast \| The Music Man \| - \| \| 24. April 1958 – 30. Mai 1958 5 Wochen (insgesamt 7) \| 7 \| Original Motion Picture Soundtrack \| South Pacific[26] \| - \| \| 31. Mai 1958 – 13. Juni 1958 2 Wochen (insgesamt 12) \| 12 \| Original Broadway Cast \| The Music Man \| - \| \| 14. Juni 1958 – 27. Juni 1958 2 Wochen (insgesamt 2) \| 2 \| Johnny Mathis \| Johnny's Greatest Hits[27] \| - \| \| 28. Juni 1958 – 11. Juli 1958 2 Wochen (insgesamt 12) \| 12 \| Original Broadway Cast \| The Music Man \| - \| \| 12. Juli 1958 – 18. Juli 1958 1 Woche (insgesamt 3) \| 3 \| Johnny Mathis \| Johnny’s Greatest Hits \| - \| \| 19. Juli 1958 – 25. Juli 1958 1 Woche (insgesamt 12) \| 12 \| Original Broadway Cast \| The Music Man \| - \| \| 26. Juli 1958 – 15. August 1958 3 Wochen (insgesamt 3) \| 3 \| Original Motion Picture Soundtrack \| Gigi[28] \| - \| \| 16. August 1958 – 19. September 1958 5 Wochen (insgesamt 7) \| 7 \| Van Cliburn \| Tchaikovsky Concerto No. 1[29] \| - \| \| 20. September 1958 – 26. September 1958 1 Woche (insgesamt 7) \| 7 \| Original Motion Picture Soundtrack \| South Pacific \| - \| \| 27. September 1958 – 10. Oktober 1958 2 Wochen (insgesamt 7) \| 7 \| Van Cliburn \| Tchaikovsky Concerto No. 1 \| - \| \| 11. Oktober 1958 – 17. Oktober 1958 1 Woche (insgesamt 1) \| 1 \| Mitch Miller & The Gang \| Sing Along with Mitch[30] \| - \| \| 18. Oktober 1958 – 21. November 1958 5 Wochen (insgesamt 5) \| 5 \| Frank Sinatra \| Frank Sinatra Sings for Only the Lonely[31] \| - \| \| 22. November 1958 – 28. November 1958 1 Woche (insgesamt 7) \| 7 \| Original Motion Picture Soundtrack \| South Pacific \| - \| \| 29. November 1958 – 5. Dezember 1958 1 Woche (insgesamt 1) \| 1 \| The Kingston Trio \| The Kingston Trio[32] \| - \| \| 6. Dezember 1958 – 26. Dezember 1958 3 Wochen (insgesamt 4) \| 4 \| Mitch Miller & The Gang \| Sing Along with Mitch \| - \| |                                        |                                        |                                         |                           |
| ← 1957 |                                        |                                        |                                         | → 1959 →                  |
| Zeitraum | Wo. ges.                               | Interpret                              | Titel                                   | Zusätzliche Informationen |
| (Zeitraum, Wochen auf Platz eins, Interpret, Titel, zusätzliche Informationen) |                                        |                                        |                                         |                           |
| 28. Dezember 1957 – 3. Januar 1958 1 Woche (insgesamt 4) | 4                                      | Elvis Presley                          | Elvis’ Christmas Album                  | -                         |
| 4. Januar 1958 – 10. Januar 1958 1 Woche (insgesamt 1) | 1                                      | Bing Crosby                            | Merry Christmas                         | -                         |
| 11. Januar 1958 – 24. Januar 1958 2 Wochen (insgesamt 4) | 4                                      | Elvis Presley                          | Elvis' Christmas Album                  | -                         |
| 25. Januar 1958 – 7. Februar 1958 2 Wochen (insgesamt 2) | 2                                      | Ricky Nelson                           | Ricky                                   | -                         |
| 8. Februar 1958 – 14. Februar 1958 1 Woche (insgesamt 12) | 12                                     | Rex Harrison & Julie Andrews           | My Fair Lady                            | -                         |
| 15. Februar 1958 – 21. März 1958 5 Wochen (insgesamt 5) | 5                                      | Frank Sinatra                          | Come Fly with Me                        | -                         |
| 22. März 1958 – 11. April 1958 3 Wochen (insgesamt 12) | 12                                     | Original Broadway Cast                 | The Music Man                           | -                         |
| 12. April 1958 – 25. April 1958 2 Wochen (insgesamt 12) | 12                                     | Rex Harrison & Julie Andrews           | My Fair Lady                            | -                         |
| 26. April 1958 – 23. Mai 1958 4 Wochen (insgesamt 12) | 12                                     | Original Broadway Cast                 | The Music Man                           | -                         |
| 24. April 1958 – 30. Mai 1958 5 Wochen (insgesamt 7) | 7                                      | Original Motion Picture Soundtrack     | South Pacific                           | -                         |
| 31. Mai 1958 – 13. Juni 1958 2 Wochen (insgesamt 12) | 12                                     | Original Broadway Cast                 | The Music Man                           | -                         |
| 14. Juni 1958 – 27. Juni 1958 2 Wochen (insgesamt 2) | 2                                      | Johnny Mathis                          | Johnny's Greatest Hits                  | -                         |
| 28. Juni 1958 – 11. Juli 1958 2 Wochen (insgesamt 12) | 12                                     | Original Broadway Cast                 | The Music Man                           | -                         |
| 12. Juli 1958 – 18. Juli 1958 1 Woche (insgesamt 3) | 3                                      | Johnny Mathis                          | Johnny’s Greatest Hits                  | -                         |
| 19. Juli 1958 – 25. Juli 1958 1 Woche (insgesamt 12) | 12                                     | Original Broadway Cast                 | The Music Man                           | -                         |
| 26. Juli 1958 – 15. August 1958 3 Wochen (insgesamt 3) | 3                                      | Original Motion Picture Soundtrack     | Gigi                                    | -                         |
| 16. August 1958 – 19. September 1958 5 Wochen (insgesamt 7) | 7                                      | Van Cliburn                            | Tchaikovsky Concerto No. 1              | -                         |
| 20. September 1958 – 26. September 1958 1 Woche (insgesamt 7) | 7                                      | Original Motion Picture Soundtrack     | South Pacific                           | -                         |
| 27. September 1958 – 10. Oktober 1958 2 Wochen (insgesamt 7) | 7                                      | Van Cliburn                            | Tchaikovsky Concerto No. 1              | -                         |
| 11. Oktober 1958 – 17. Oktober 1958 1 Woche (insgesamt 1) | 1                                      | Mitch Miller & The Gang                | Sing Along with Mitch                   | -                         |
| 18. Oktober 1958 – 21. November 1958 5 Wochen (insgesamt 5) | 5                                      | Frank Sinatra                          | Frank Sinatra Sings for Only the Lonely | -                         |
| 22. November 1958 – 28. November 1958 1 Woche (insgesamt 7) | 7                                      | Original Motion Picture Soundtrack     | South Pacific                           | -                         |
| 29. November 1958 – 5. Dezember 1958 1 Woche (insgesamt 1) | 1                                      | The Kingston Trio                      | The Kingston Trio                       | -                         |
| 6. Dezember 1958 – 26. Dezember 1958 3 Wochen (insgesamt 4) | 4                                      | Mitch Miller & The Gang                | Sing Along with Mitch                   | -                         |